# Droga krajowa B290 (Niemcy)
Droga krajowa nr 290 (niem. Bundesstrasse 290, B290) – droga krajowa w Niemczech, w kraju związkowym Badenia-Wirtembergia.
Droga swój początek ma w Tauberbischofsheim, przy skrzyżowaniu z autostradą nr 81 (Authobane 81). Droga jest przedłużeniem B27. B290 kończy się niedaleko Westhausen, na skrzyżowaniu z drogą krajową nr 29 (Bundesstrasse 29). Ma około 90 kilometrów.